# شیله (استانبول)
شیله (ترکی استانبولی: Şile) از ناحیه‌های قسمت آسیایی استانبول که در استان استانبول از ناحیه مرمره قرار گرفته‌است. طبق آخرین سرشماری به سال ۲۰۱۲ میلادی این ناحیه ۳۰٬۲۱۸ نفر جمعیت دارد.

## نگارخانه

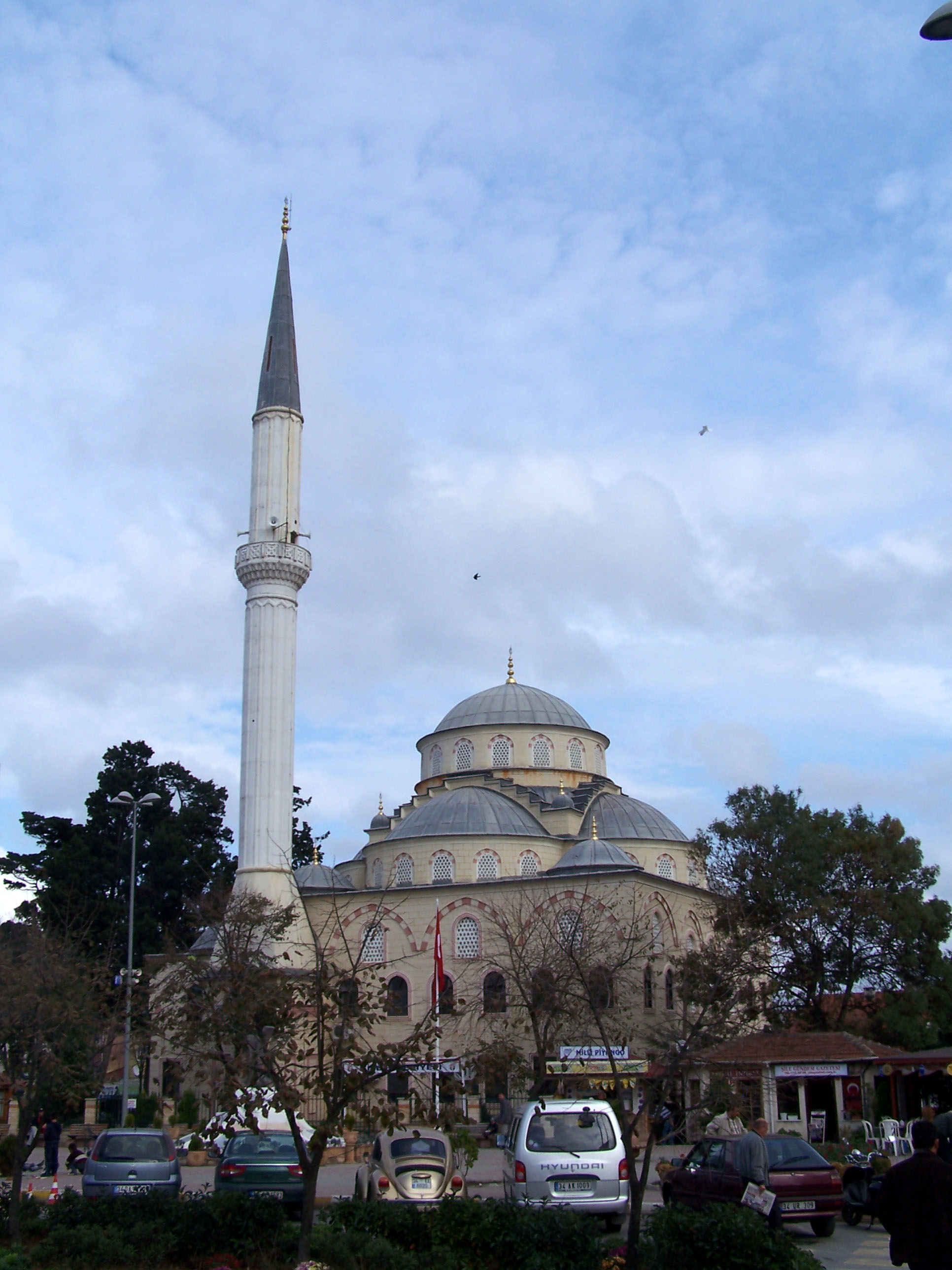
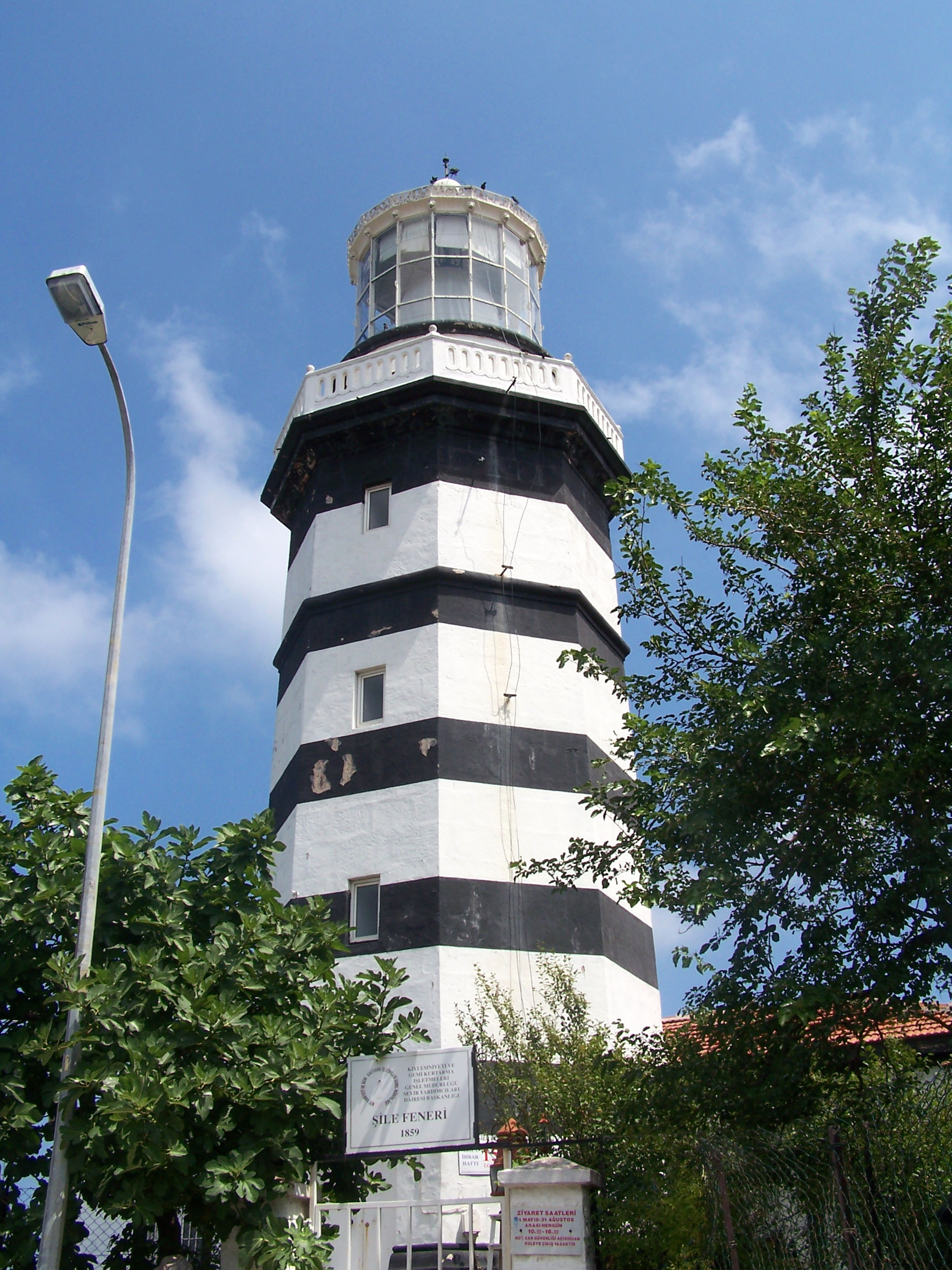
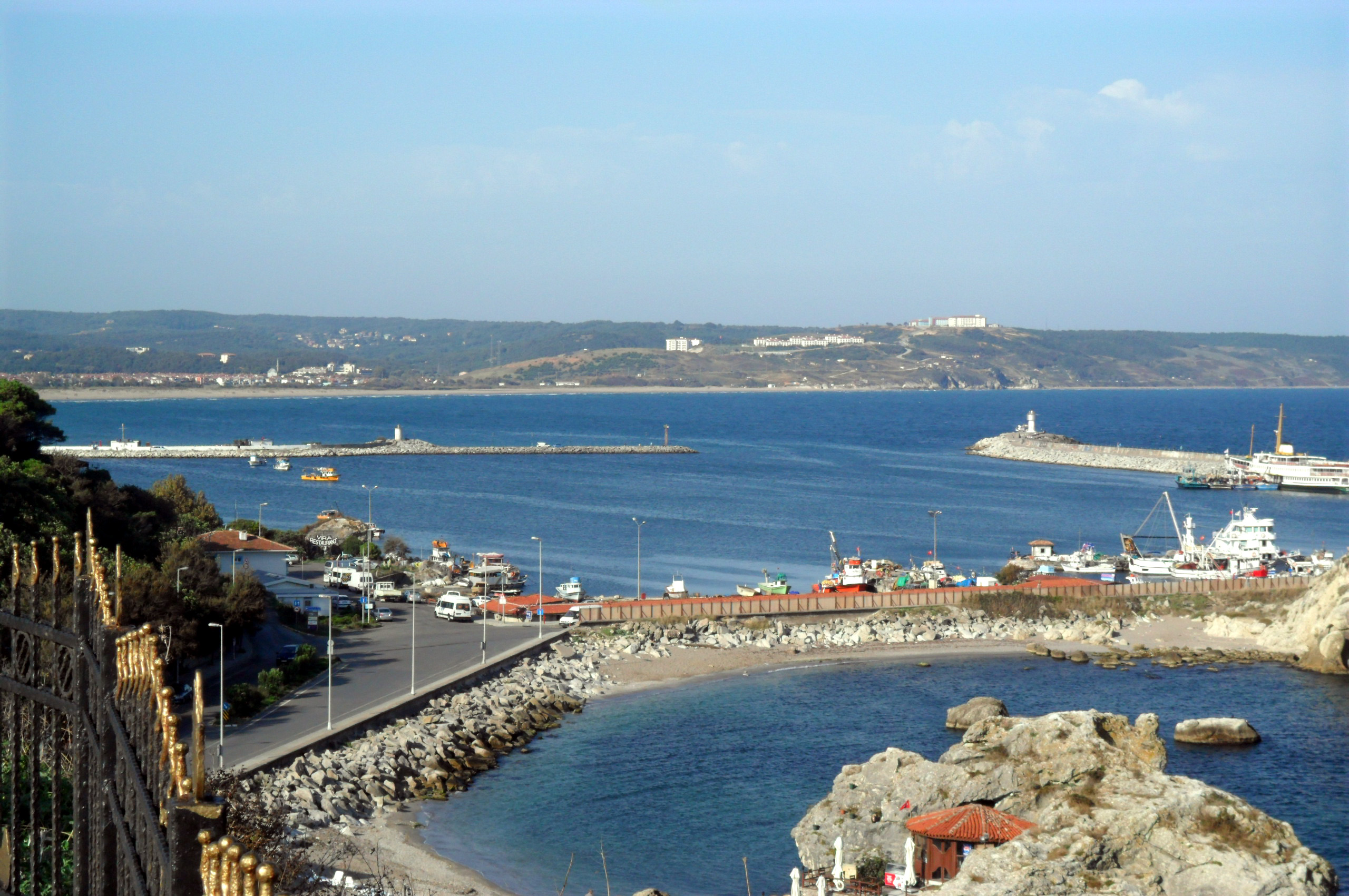
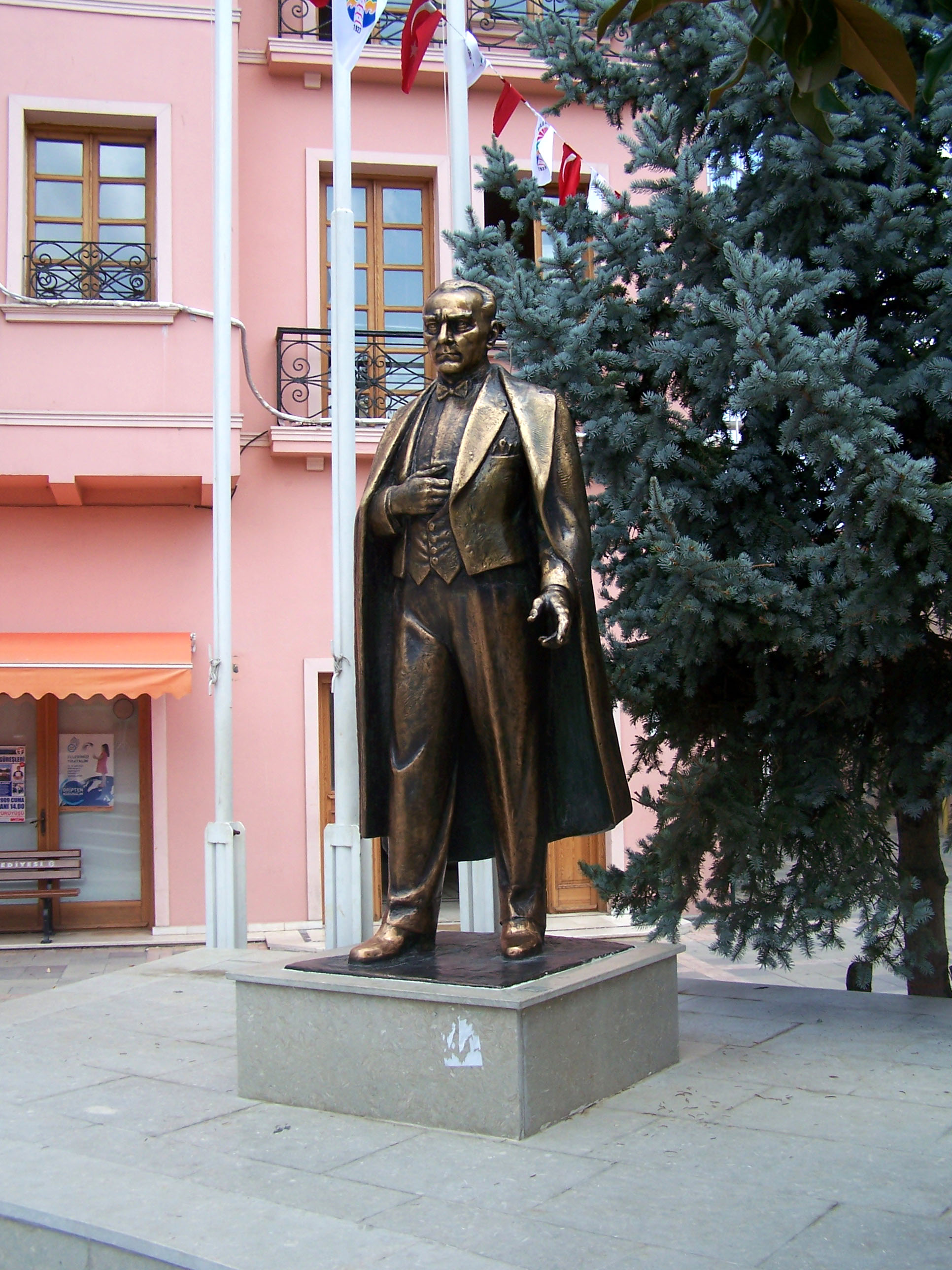